# Großsteingrab Landerslev Marker 2
Das Großsteingrab Landerslev Marker 2 (auch Großsteingrab Landerslev Strand oder Orebjerg Dyssen) ist eine zwischen 3500 und 2800 v. Chr. entstandene megalithische Grabanlage der jungsteinzeitlichen Nordgruppe der Trichterbecherkultur im Kirchspiel Gerlev in der dänischen Kommune Frederikssund.

## Lage
Das Grab liegt südlich von Landerslev Strand auf einem Feld. 350 m westlich befindet sich das Großsteingrab Landerslev Marker 1.

## Forschungsgeschichte
Die Anlage wurde 1855 unter Schutz gestellt. Jacob Kornerup fertigte im Jahr 1862 Zeichnungen des Grabes an. Im Jahr 1873 führten Mitarbeiter des Dänischen Nationalmuseums eine Dokumentation der Fundstelle durch. 1882 wurden weitere Zeichnungen angefertigt. 1942 erfolgte eine erneute Dokumentation und eine Restaurierung der Anlage. Eine weitere Dokumentation erfolgte 1983 durch Mitarbeiter der Forst- und Naturbehörde.

## Beschreibung
Die Anlage besitzt eine nordost-südwestlich orientierte rechteckige Hügelschüttung mit einer Länge von 15,7 m und einer Breite von 10,5 m. Der Randbereich ist beschädigt, es sind aber noch an allen vier Seiten Umfassungssteine erhalten: fünf an der südöstlichen Langseite (davon einer umgestürzt), einer an der nordwestlichen Langseite, einer an der nordöstlichen Schmalseite und zwei an der Westecke der südwestlichen Schmalseite.
Die Grabkammer ist als Urdolmen anzusprechen. Sie ist nordwest-südöstlich orientiert und besitzt einen rechteckigen Grundriss. Sie hat eine Länge von 1,8 m, eine Breite von 1,4 m und eine Höhe von 1,5 m. Die Kammer besitzt jeweils einen Wandstein an den Langseiten und der nordwestlichen Schmalseite. Die Steine zeigen mit der flachen Seite nach innen. An der südöstlichen Schmalseite befindet sich ein 0,7 m hoher schmaler gespaltener Eingangsstein. Auf den Wandsteinen ruht ein Deckstein. Vor der südöstlichen Seite der Kammer stehen zwei kleinere Steine.
Mehrere Steine des Grabes weisen Schälchen auf. Sie sind bereits auf den Zeichnungen des 19. Jahrhunderts auf dem Deckstein, auf der Außenseite eines Wandsteins und auf dem südwestlichen der beiden Steine vor der Grabkammer vermerkt. Bei der Restaurierung im Jahr 1942 wurde festgestellt, dass es auch auf den Innenseiten der Wandsteine zahlreiche Schälchen gibt.